# Verspannung (Teppichboden)
Unter dem Verspannen von Teppichboden versteht man das Verlegen von Teppichboden in einem Raum mit Hilfe von Nagelleisten.

## Geschichte
Das Verlegen von Bodenbelägen hat sich stark verändert seit Beginn dieser Tätigkeit. Zu Isolations- und Schmuckzwecken wurden zu Beginn Felle auf den Boden gelegt. Mit der Einführung von Teppichen aus dem asiatischen Raum über die Landhandelswege wurden diese als Schmuckelement an die Wand gebracht und später als Ausdruck von finanzieller Stärke auch in Europa auf den Boden gelegt. Es wurden in dieser Zeit im bürgerlichen Milieu leinwandbindige Webteppiche verwendet, da geknüpfte Teppiche einen hohen Preis hatten. Mit Beginn der Industrialisierung in Europa wurden auch frei gemusterte Teppiche auf Webstühlen hergestellt, diese jedoch waren nicht sehr formstabil und wurden daher mittels geschmückter Nägel auf dem üblicherweise aus Holz bestehenden Boden befestigt. Dies ist der Beginn des Teppichverspannens. Im englischsprachigen Raum wurden Techniken erdacht, um mit einer „unsichtbaren Naht“ kleinere Flächen zu einer größeren Fläche zu verbinden. Diese wurden dann zum Beispiel verspannt.
Um den Komfort und die Dauerhaftigkeit sowie den Wärmedurchlasswiderstand zu erhöhen, wurde als Nächstes der Bodenbelag mit Filz unterlegt. Dieser konnte durch Druckflächenvergrößerung die Haltbarkeit erhöhen und isolierte besser den Schall und die Wärme. Die Spannung wurde durch mechanische Geräte wie den Knie- und Raumspanner oder auch durch Einsatz von Wasser erzeugt. So wurden die Flächen benetzt und nach dem Eintrocknen des Belages „lief er ein“. Heute wird die Spannung durch Hebelspanner erzeugt.

## Moderne Verspannmethoden
Die Bodenbeläge werden nicht mehr vernagelt, sondern auf im Randbereich angebrachten Nagelleisten eingehängt. Diese Nagelleisten sind Sperrholzlatten, welche in regelmäßigen Abstand von unten durchgenagelt sind, so dass die Nagelspitzen zwischen 3 und 10 mm nach oben herausragen. Die Länge der Nägel muss auf die Dicke des Teppichs angepasst sein. Üblicherweise werden in Deutschland 4 mm verwendet. 8 mm gibt es fast nur in den USA. Die Nagelleisten müssen sehr fest mit dem Unterboden verbunden sein. Am sichersten ist das Verdübeln. Auf Holzboden kann genagelt werden. Im Fall einer Fußbodenheizung sollte nicht gebohrt werden, da das Risiko zu hoch ist, die Heizschläuche zu beschädigen. Für den Fall können die Nagelleisten mit Schlagkleber auf den staubfreien Estrich geklebt werden. Dazu sollten sie vorher in kleine Stücke geschnitten werden.
In Übergangsbereichen werden speziell gewellte Aluminiumstreifen eingearbeitet unter die der geschnittene Teppiche eingeschlagen wird, so dass keine Schnittkanten zu sehen sind. Der Filz hat heute üblicherweise eine Dicke von 5 bis 7 mm.
Größere Flächen werden heute mittels eines mit Schmelzkleber versehenem Armierungsgewebe (ca. 10 cm breit) zusammengefügt. Dabei ist auf Mustergenauigkeit und Strichrichtung zu achten. Besonders geeignet sind textile Bodenbeläge, welche gewebt oder getuftet sind; getuftete müssen jedoch einen sogenannten Zweitrücken besitzen, um die Last der Spannung aufnehmen zu können. Im Bedarfsfall sollte der Hersteller befragt werden, ob er seinen Bodenbelag zum Verspannen freigibt. Im Randbereich kann jede handelsübliche Sockelleiste verwendet werden.
Falls der Teppich als durchgehender Läufer auf Treppenstufen verlegt oder in der Raumecke nach oben gezogen wird, wird ein Anreibhammer verwendet, um eine saubere Knickkante herzustellen.

## Regionale Unterschiede
Die Entwicklung in Europa (Festland) hat sich von dieser Verlegemethode trotz der Vorteile wegentwickelt. Hier wird Teppichboden häufig verklebt, lose verlegt oder verklettet.
In der DDR wurden in Neubauten in größerem Umfang Spannbeläge aus verschweißten PVC-Bahnen eingesetzt.

## Vorteile
Zu den Vorteilen zählt der höhere Komfort und die längerer Lebenszeit sowie die besseren Reinigungsmöglichkeiten. Die Verspannung ist daher die höchstwertige, aber gleichzeitig auch teuerste Verlegemethode. Einige Raumausstatter stehen jedoch auf dem Standpunkt, dass die Gesamtkosten über die Lebensdauer des Bodenbelags von der Verlegung bis zum Entfernen und Entsorgen des Bodenbelages geringer als bei verklebten Bodenbelägen sind.